# Cátia Azevedo
Cátia Azevedo (9 de marzo de 1994) es una deportista de Portugal que compite en atletismo. Ganó una medalla de bronce en el Campeonato Europeo de Atletismo por Equipos de 2019, en la prueba de 400 m.